# Saint-Jean-Roure
Saint-Jean-Roure – miejscowość i gmina we Francji, w regionie Owernia-Rodan-Alpy, w departamencie Ardèche.
Według danych na rok 1990 gminę zamieszkiwały 202 osoby, a gęstość zaludnienia wynosiła 8 osób/km² (wśród 2880 gmin regionu Rodan-Alpy Saint-Jean-Roure plasuje się na 1425. miejscu pod względem liczby ludności, natomiast pod względem powierzchni na miejscu 325.).